# Stefano (satélite)
Stefano es uno de los satélites retrógrados irregulares de Urano. Fue descubierto el 18 de julio de 1999 por Brett J. Gladman y su equipo, y su designación provisional fue S/1999 U 2.

## Curiosidades
Debe su nombre al mayordomo borracho en la obra La tempestad de William Shakespeare. También es llamado Uranus XX.

## Origen
Los parámetros orbitales sugieren que este pueda pertenecer, junto a Calibán, al mismo cúmulo dinámico, lo que sugiere un origen común.